# Numero tetraedrico

Piramide di spigolo 5 contenente 35 sfere. Ogni livello rappresenta uno dei primi cinque numeri triangolari.

Un numero tetraedrico, o numero piramidale triangolare, è un numero figurato che rappresenta una piramide con una base triangolare (un tetraedro). L'n-esimo numero tetraedrico è la somma dei primi n numeri triangolari.  L'(n+1)-esimo numero tetraedrico indica il numero di termini che compaiono nello sviluppo della potenza n-esima del quadrinomio: {\displaystyle (a+b+c+d)^{n}}.
I primi numeri tetraedrici sono:
1, 4, 10, 20, 35, 56, 84, 120, 165, 220, 286, 364, 455, 560, 680, 816, 969, 1140, 1330, 1540, 1771, 2024
Questi numeri rappresentano la successione A000292 dell'OEIS.
La formula per calcolare l'n-esimo numero tetraedrico è
{\displaystyle T_{n}={\frac {n(n+1)(n+2)}{6}}={\binom {n+2}{3}}}
I numeri tetraedrici sono presenti anche nel triangolo di Tartaglia: sono la quarta diagonale da sinistra (o da destra: il triangolo è simmetrico).
Tutti i numeri tetraedrici sono pari, eccetto i Tn per i quali {\displaystyle n\equiv 1\mod 4} (vedi aritmetica modulare).
La somma dei reciproci dei numeri tetraedrici è 3/2: il risultato può essere trovato usando le serie telescopiche.
{\displaystyle \sum _{n=1}^{\infty }{\frac {6}{n(n+1)(n+2)}}={\frac {3}{2}}}
Inoltre la somma dei primi quattro numeri tetraedrici è il quinto di questi numeri.
La congettura di Pollock asserisce che ogni numero naturale può essere rappresentato come la somma al massimo di cinque numeri tetraedrici.

## Rapporti con gli altri numeri figurati
A.J. Meyl dimostrò nel 1878 che esistono solo tre numeri tetraedrici che sono anche quadrati perfetti:
{\displaystyle T_{1}=1^{2}=1}
{\displaystyle T_{2}=2^{2}=4}
{\displaystyle T_{48}=140^{2}=19600}
L'unico numero tetraedrico che è anche un numero piramidale quadrato è 1 (dimostrato da Beukers nel 1988); 1 è anche l'unico tetraedrico che è un cubo perfetto.
Esistono solo cinque numeri che sono contemporaneamente tetraedrici e triangolari:
{\displaystyle T_{1}=t_{1}=1}
{\displaystyle T_{3}=t_{4}=10}
{\displaystyle T_{8}=t_{15}=120}
{\displaystyle T_{20}=t_{55}=1540}
{\displaystyle T_{34}=t_{119}=7140}
(dove Tn rappresenta l'n-esimo numero tetraedrico e tn rappresenta l'n-esimo numero triangolare)